# Villa Gallarati Scotti
La villa Gallarati Scotti, a Oreno frazione di Vimercate (MB), è una villa di delizia della Brianza.

## Le origini
La prima edificazione del grande complesso di villa Gallarati Scotti, comprendente la villa, il vasto parco ed il complesso degli edifici rurali ad essa connessi, fu avviato da Giovanni Battista Gallarati Scotti, membro di una delle principali famiglie del patriziato milanese, sposato a Maria Teresa Spinola, erede della celebre famiglia genovese.
Giovanni Battista, nato Gallarati, viene nominato erede dal patrigno, il conte Scotti, con l'obbligo di assumere il nome degli Scotti, dando così inizio al casato Gallarati Scotti. Suo discendente è Carlo (1775-1840) per il quale si verifica la successione del maggiorasco Spinola, della quale casata assume i titoli.

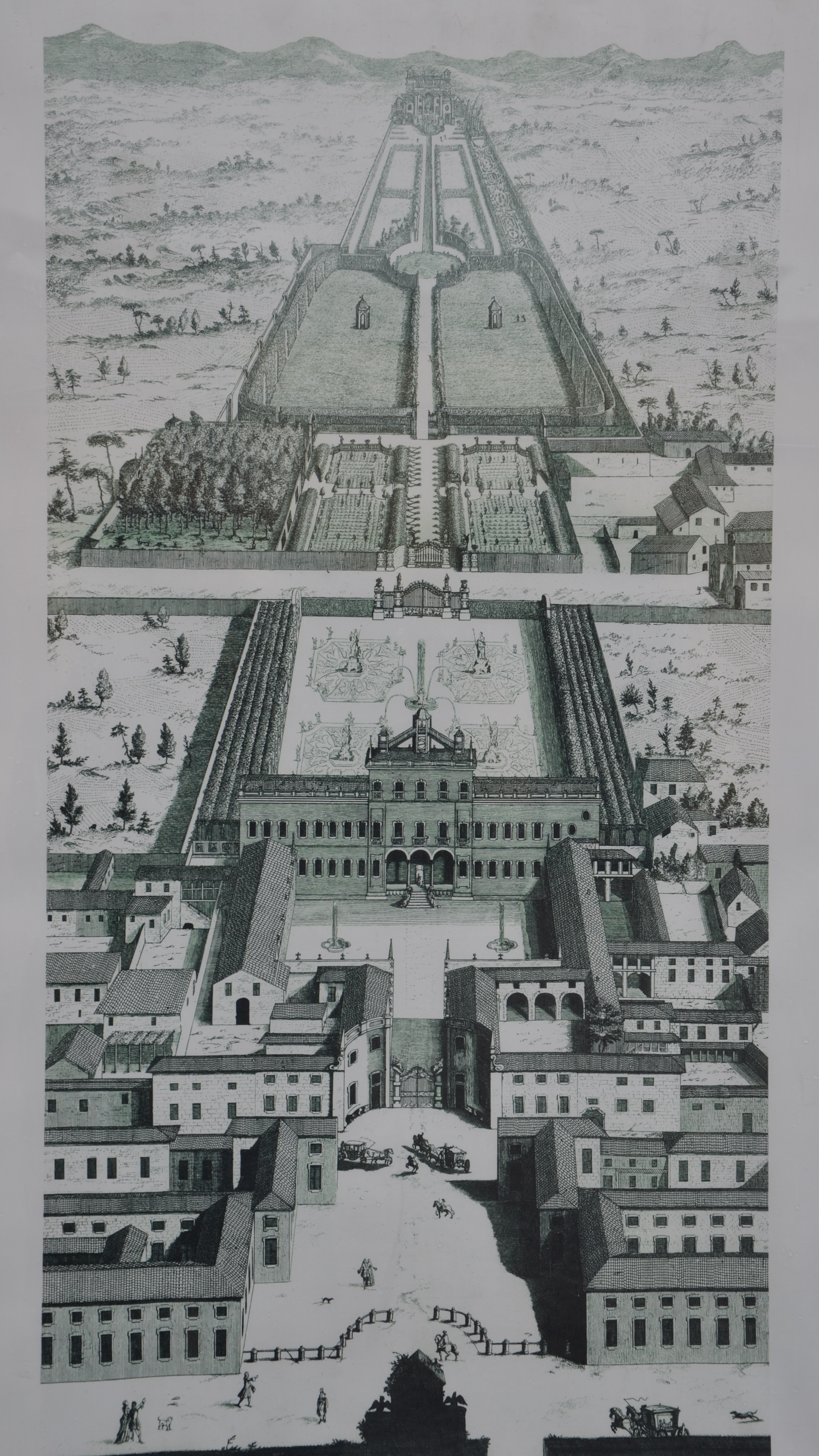
Incisione di Marc'Antonio Dal Re, 1743

La costruzione iniziò negli ultimi anni del XVII secolo, proseguendo nei primi decenni del Settecento con la costruzione del vasto parco alla francese. Non è noto a quali architetti sia da attribuire il progetto del complesso, edificato secondo il gusto rococò declinato nelle forme del barocchetto lombardo. Sembra tuttavia che alla progettazione prese parte attivamente lo stesso Marchese Giovanni Battista. Questo primo progetto è testimoniato dall'incisione di Marc'Antonio Dal Re inserita nel suo volume Ville di delizia o siano palagi camparecci nello Stato di Milano della metà del Settecento. La villa si presentava già preceduta dall'attuale corte, contornata però da ali più basse delle attuali, e a suo volta preceduta da un'esedra oggi scomparsa. Il corpo principale della villa era di soli due piani di altezza, e si affacciava su di un parco di dimensioni pari alle attuali, anche se ancora tagliato in due dalla strada che conduceva all'attiguo convento, oggi scomparsa. Il parco, costituito da una successione di parterres all'italiana ornati da statue e giochi d'acqua, si concludeva con il Ninfeo di Nettuno, ancora esistente. L'acqua che sgorgava dal Ninfeo andava a raccogliersi in un canale, che veniva a formare un vasto bacino tondeggiante, sufficientemente grande da essere navigato da piccole imbarcazioni. Il bacino, mantenuto anche nelle successive sistemazioni del parco, scomparve nella prima metà del novecento per problemi di approvvigionamento idrico.
Dell'originaria decorazione barocca ad affresco si è conservata intatta la sala di Alessandro Magno, decorata con episodi della vita del condottiero, tratti da Plutarco: Alessandro doma il cavallo Bucefalo; Alessandro tronca il nodo di Gordio, Alessandro malato a Tarso, Alessandro ed Efestione con la moglie di Dario. I critici hanno ipotizzato l'intervento diretto di Giuseppe Antonio Castelli, detto il Castellino, autore degli affreschi insieme a Giovan Battista Sassi.
La seconda importante campagna di lavori che trasformò completamente il complesso della villa fu voluta dal duca Francesco Gallarati Scotti, furono così rifatte le decorazioni della sala centrale e di altre sale, il corpo centrale fu sopraelevato di un piano, il parco fu ridisegnato completamente come giardino all'inglese, e furono rifatti il piazzale antistante ed i fabbricati di servizio. L'architetto responsabile di tutto il progetto fu l’architetto ticinese Simone Cantoni, allievo di Vanvitelli, che rifece tutte le decorazioni in stile neoclassico. 
La corte antistante fu concepita con due costruzioni a pianta centrale, simmetriche, ai lati, con funzioni di cappella provata e teatrino, nelle forme del tempio classico in stile ionico. Al centro del cortile principale fu creata una piccola fontana circolare con al centro un piccolo putto a fungere da zampillo, secondo il modello utilizzato in scala maggiore nella villa Olmo a Como.
L'ingresso al corpo centrale avviene dal portico al piano terreno, aperto da arcate a tutto sesto, dal quale partiva nel Settecento il lungo cannocchiale prospettico che attraversa tutto il parco retrostante arrivando, attraverso i viali ed il bacino, al ninfeo. La prospettiva è ora invece chiusa dalle quinte arboree del parco all'inglese, che lasciano tuttavia vedere le prealpi sullo sfondo. 
Anche facciata posteriore si caratterizza per le linee sobrie e classiche disegnate dal Cantoni. Dal pianterreno, rivestito a bugnato, si elevano nella fascia centrale e ai lati alte paraste ioniche che sostengono un'alta trabeazione coronata dal timpano. La decorazione plastica è composta dalle figure alate che reggono lo stemma del casato al centro del timpano, e dai riquadri di soggetto classico alternati alle paraste.
Il primo movimento ambientalistico italiano denominato Movimento per la protezione della natura è stato istituito nel parco della villa per volontà dell'allora proprietario Gian Giacomo Gallarati Scotti che, insieme a Renzo Videsott, ha radunato una quarantina di persone sensibili all'argomento. La notizia è riportata sul Corriere della Sera del 24 giugno 1948 per opera dello scrittore Dino Buzzati il quale riporta la cronaca dell'evento sottolineando la presenza di Claudio Barigozzi, Ardito Desio, Silvio Ranzi ed Edgardo Moltoni. Undici anni più tardi e, più precisamente, l'11 maggio 1957 presso la villa è stato fondato l'Ordine di San Romedio, un'associazione naturalistica avente per scopo quello della salvaguardia degli animali e dei loro habitat naturali; in particolar modo, il sodalizio si è speso per evitare l'estinzione dell'orso bruno delle Alpi. Anche in questa occasione lo scrittore Dino Buzzati si è occupato della cronaca della giornata con un articolo che è apparso sul Corriere della Sera del 14 maggio 1957.  
Nel 1996, l'edificio è stato scelto per la realizzazione di alcune scene della serie TV Cascina Vianello.

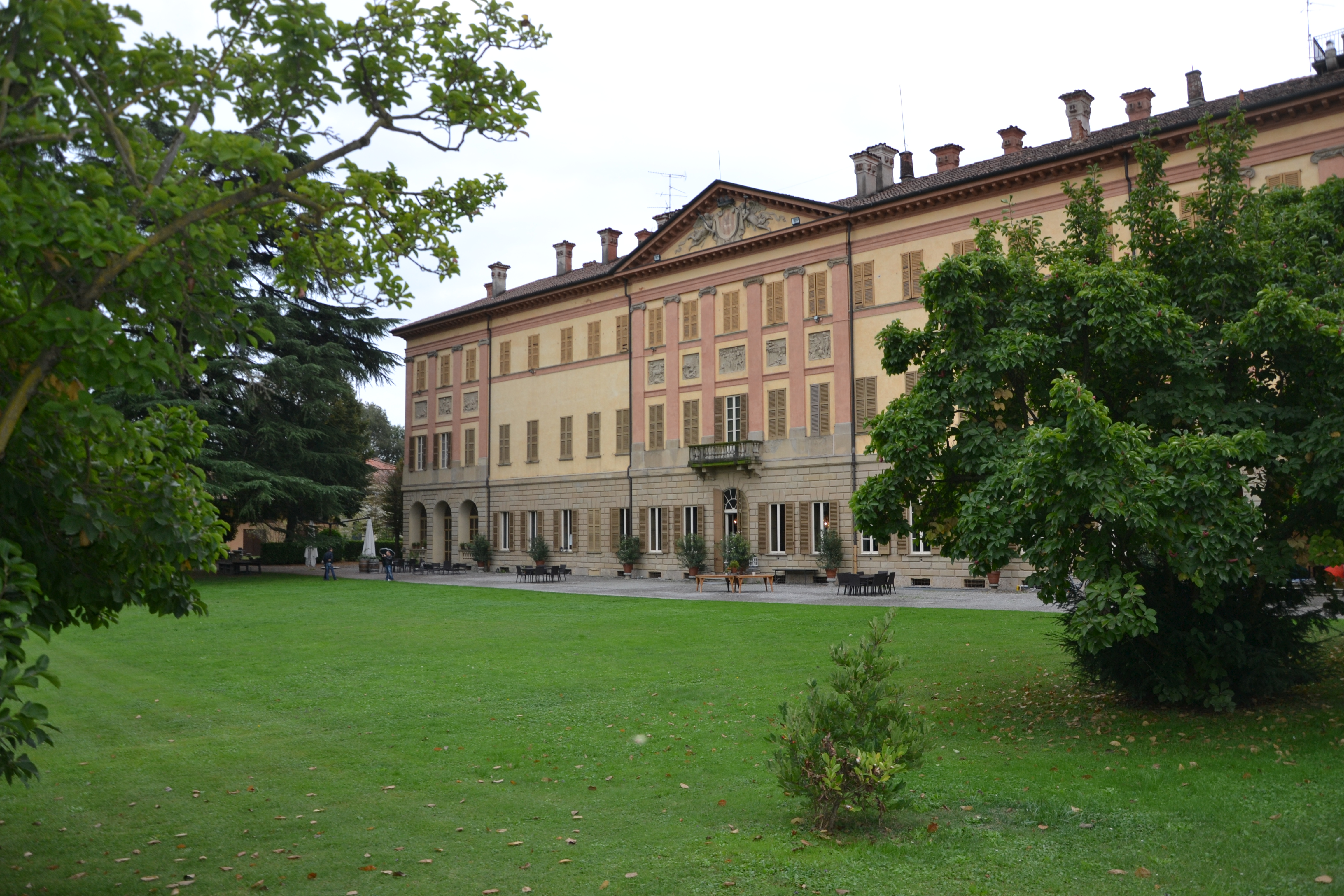
Facciata verso il giardino
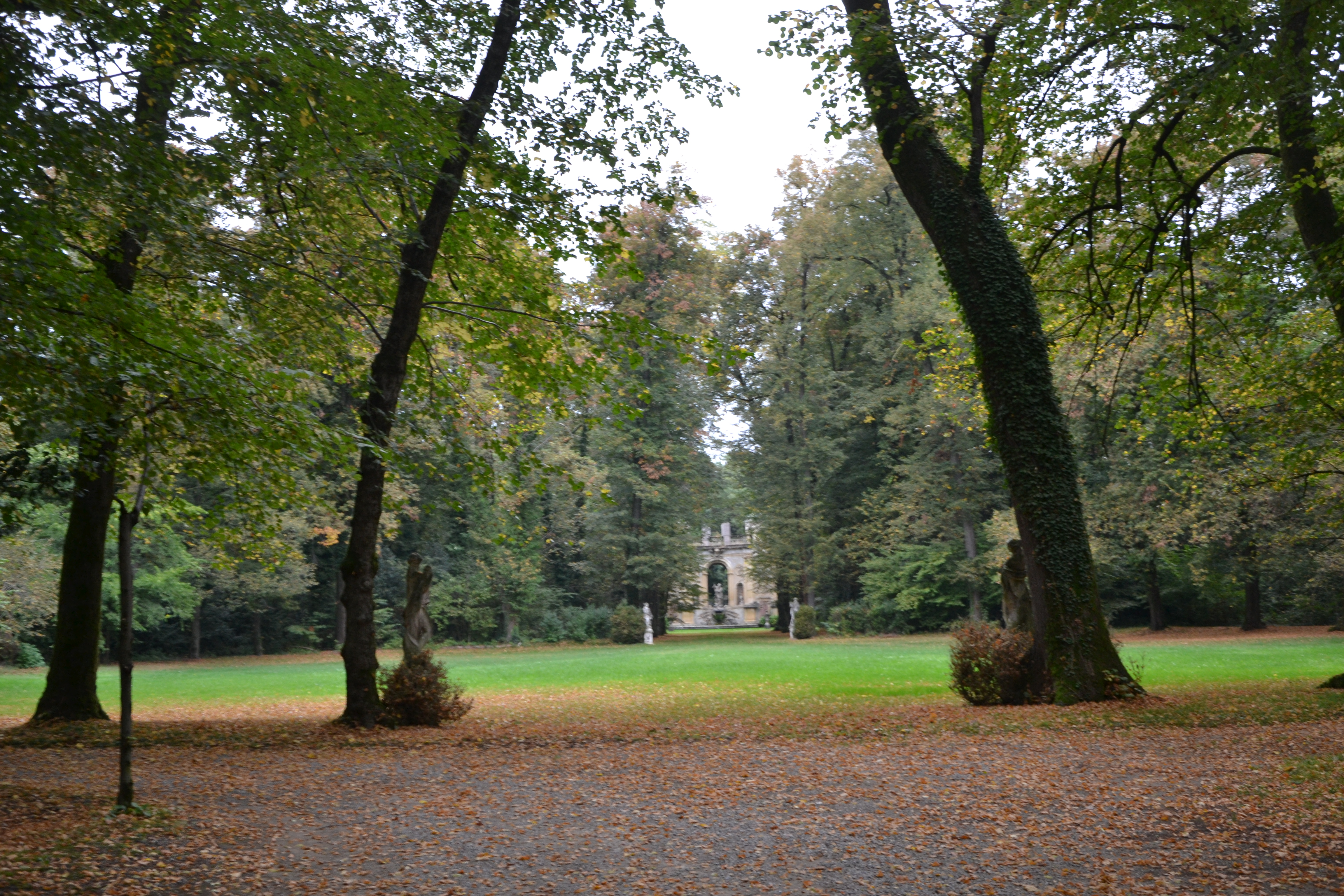
Il parco all'inglese
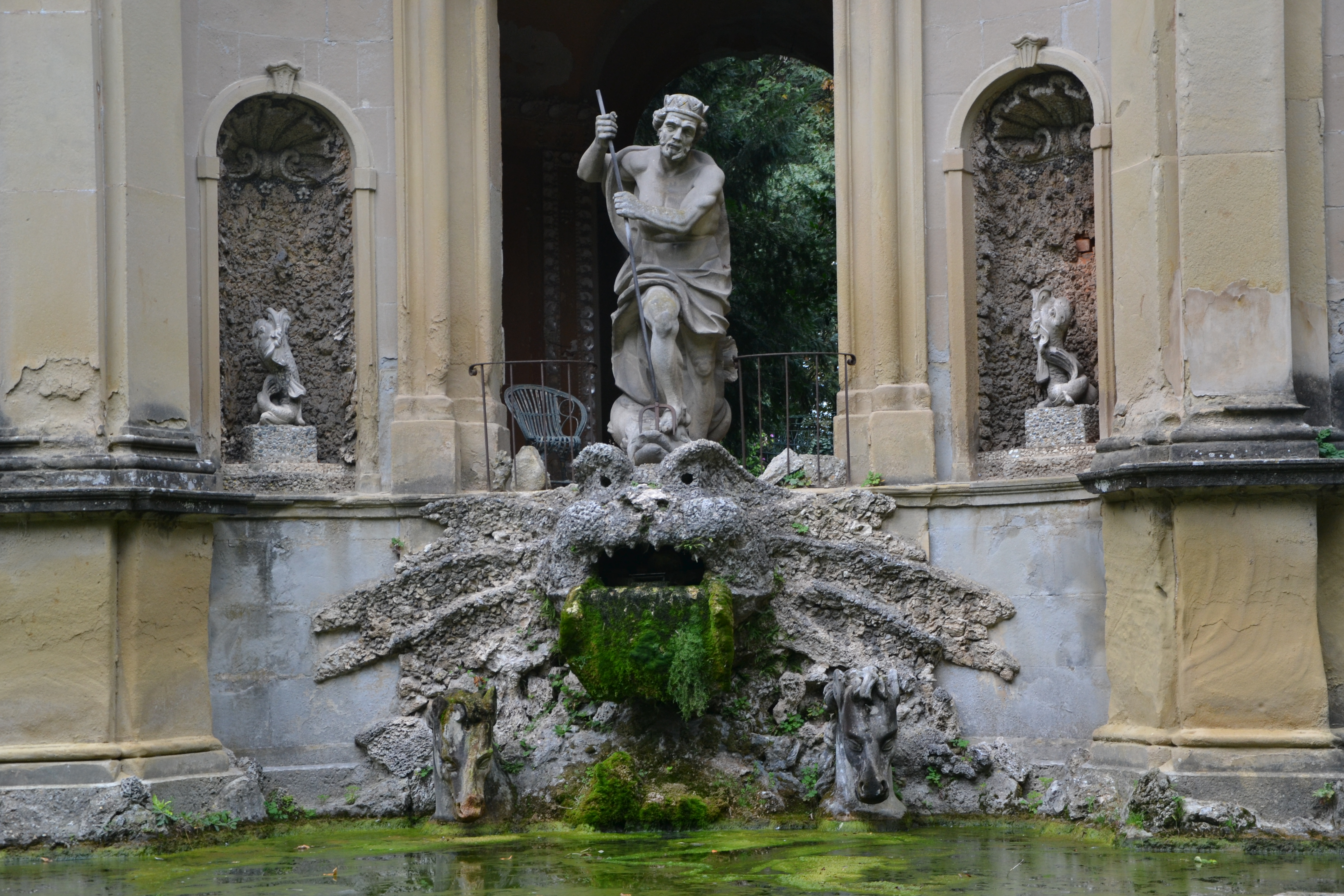
Il ninfeo di Nettuno
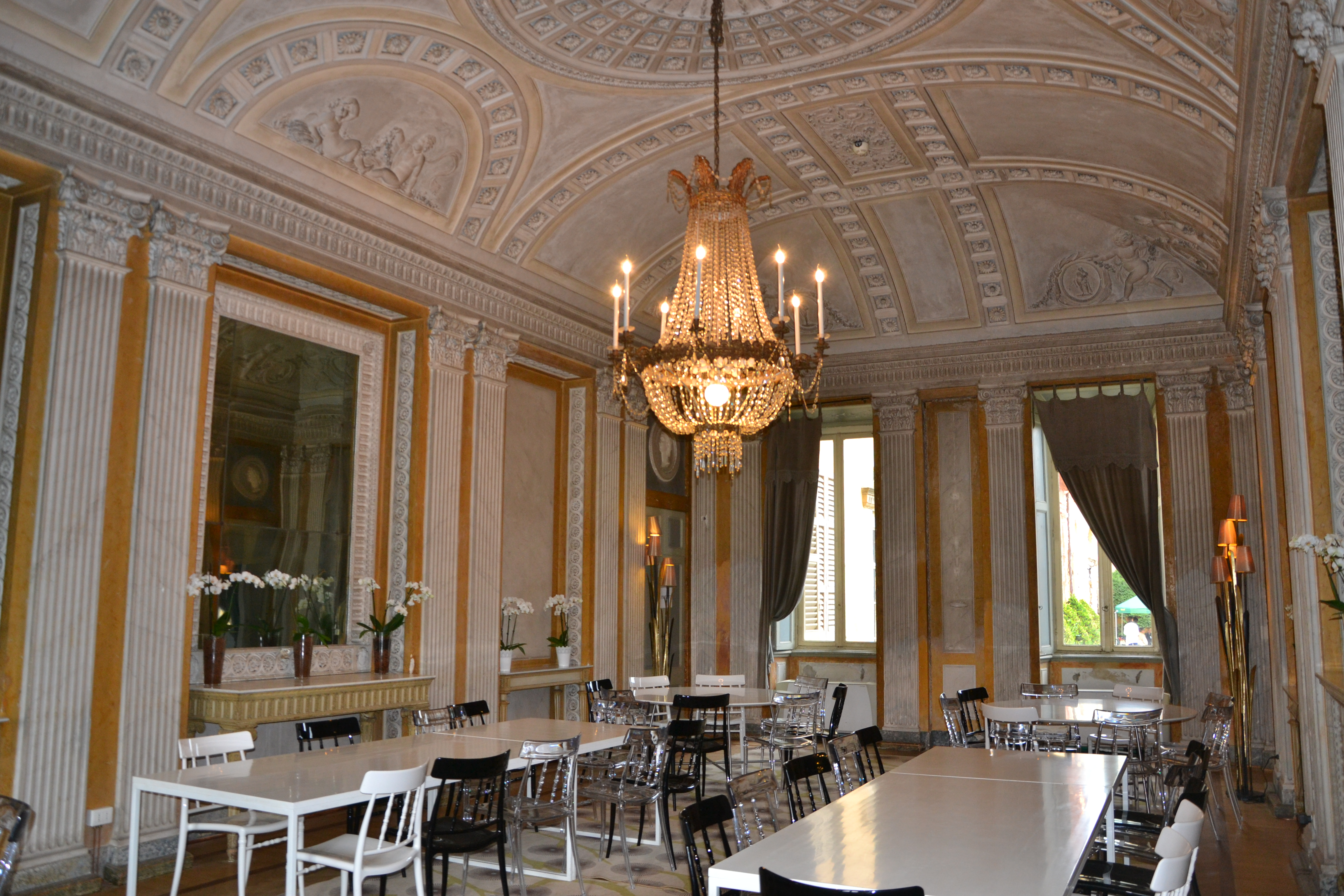
Interni neoclassici
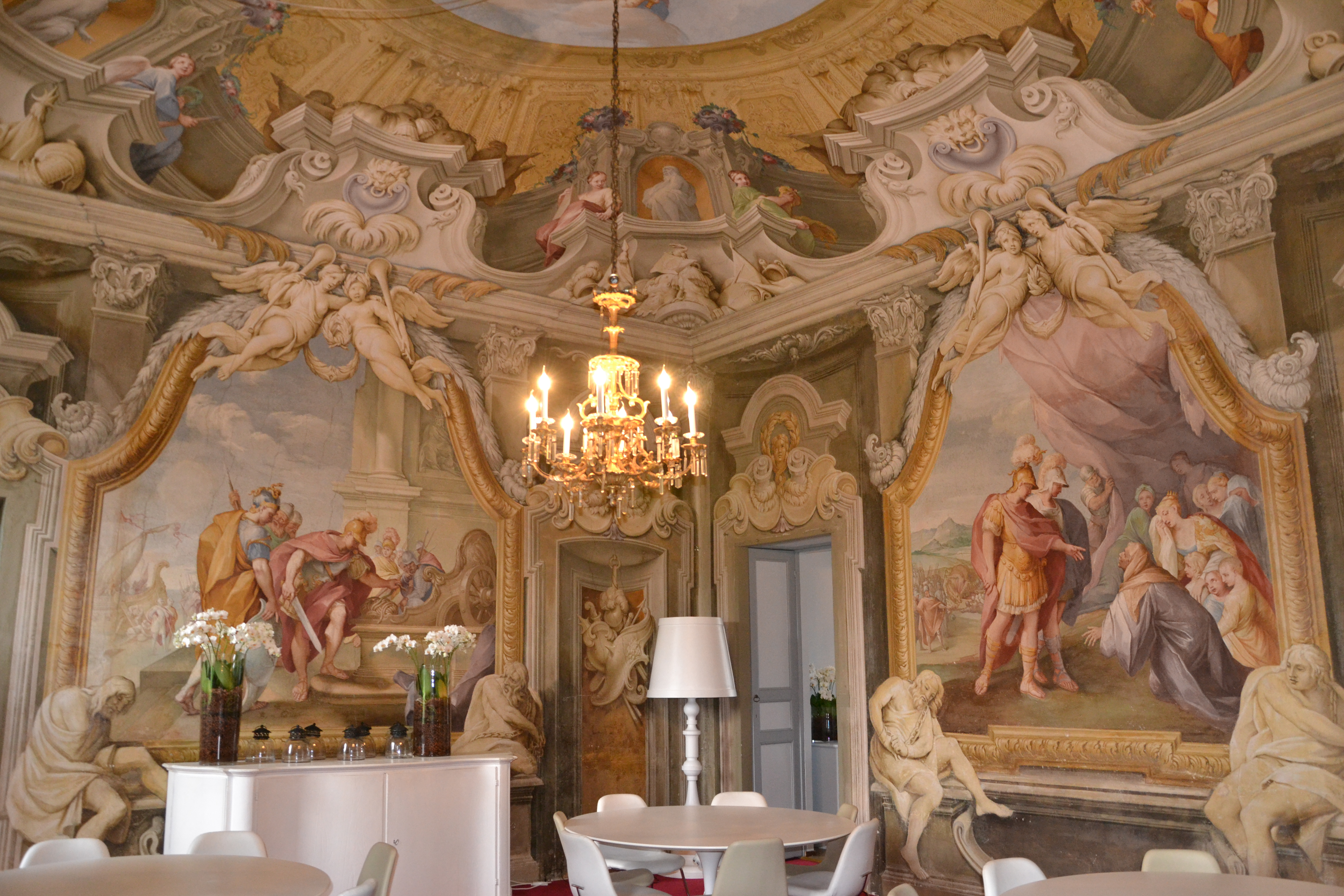
Sala di Alessandro Magno
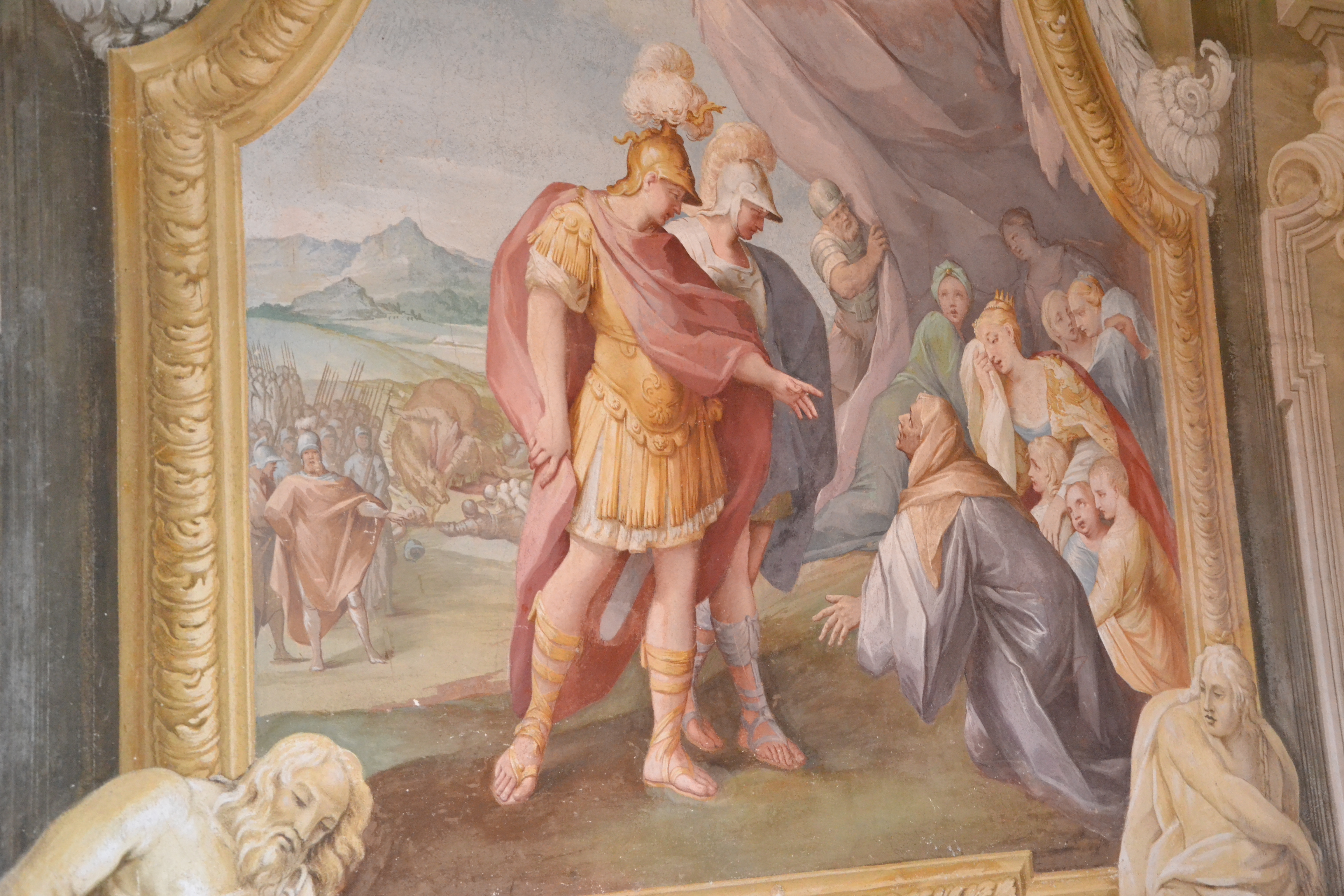
Affreschi del Castellino